# 聖保祿大殿站
聖保祿大殿站（義大利語：Basilica San Paolo）是羅馬地鐵的一個車站。聖保祿大殿站開通於1955年，站名來自於城外聖保祿大殿。聖保祿大殿站是羅馬地鐵B線的車站。

## 外部連結
维基共享资源上的相關多媒體資源：聖保祿大殿站
- http://www.atac.roma.it/index.asp?p=1&i=56&o=0&a=4&tpg=9&NUM=FU02A&st=90152 （页面存档备份，存于）